# Château de Nishio
Le château de Nishio (西尾城, Nishio-jō) se trouve à Nishio, à l'est de la préfecture d'Aichi au Japon. À la fin de la période Edo, le château de Nishio hébergeait Ogyu Matsudaira, daimyō du domaine de Nishio. Le château était aussi connu sous les noms Tsuru-jō (鶴城),  Tsuruga-jō (鶴ヶ城) et Saijo-jō (西条城).

## Histoire

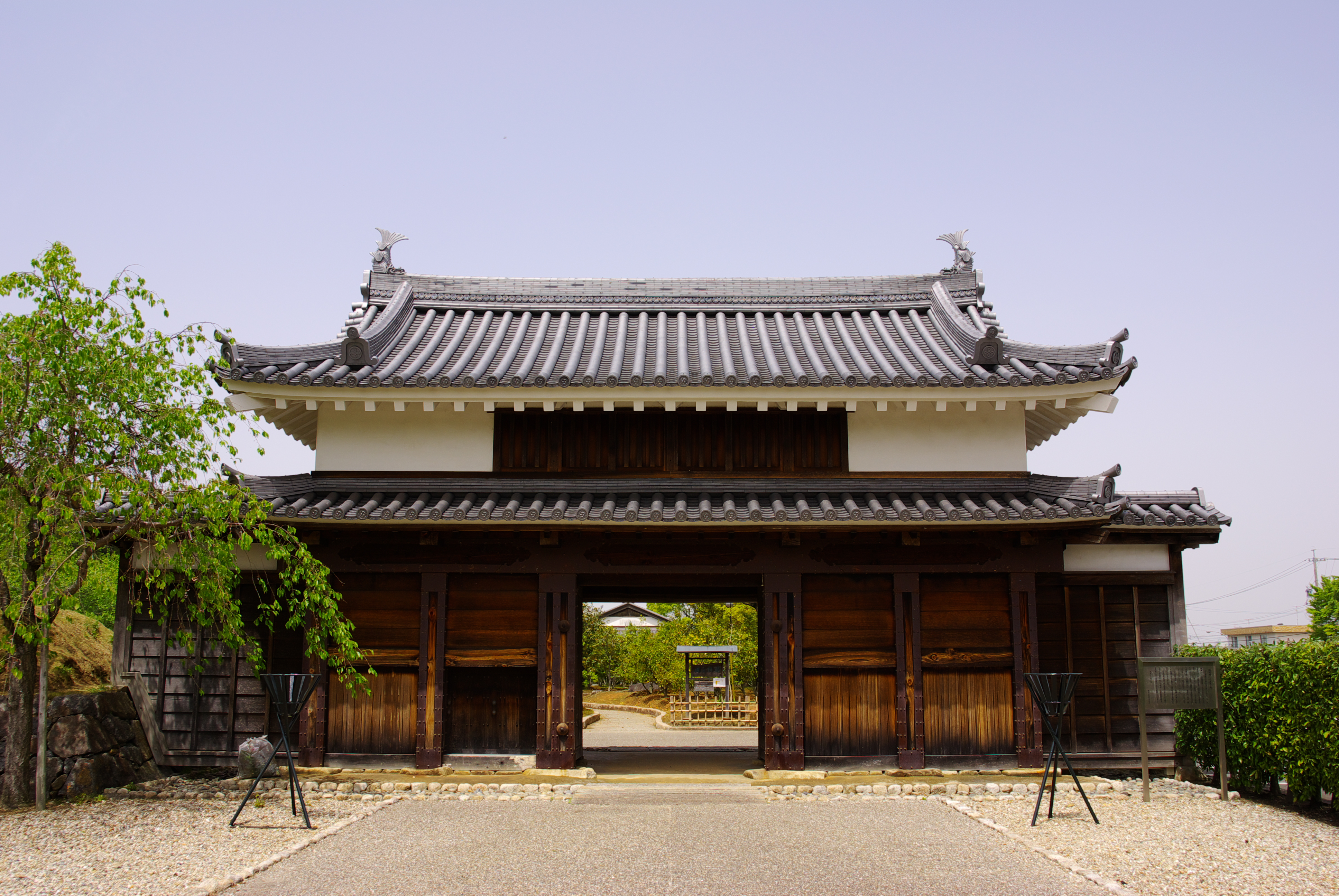
La porte principale après reconstruction.

Le château de Nishio date de l'époque de Muromachi avec une fortification appelée « Saijo-jō » construite par Ashikaga Yoshiuji vers 1220. Le territoire passa sous le contrôle du clan Tokugawa à l'époque Sengoku et, sur ordre de Tokugawa Ieyasu, Sakai Shigetada reconstruisit le château en 1585 avec des douves, des murs en pierres, plusieurs yagura (poivrières), des ports et un tenshu (donjon). Le château fut encore plus développé sous Tanaka Yoshimasa, seigneur du château de Sunpu sous Toyotomi Hideyoshi.
À la suite de l'établissement du shogunat Tokugawa, le château devint le quartier général du domaine de Nishio qui changea plusieurs fois de mains durant la période Edo.

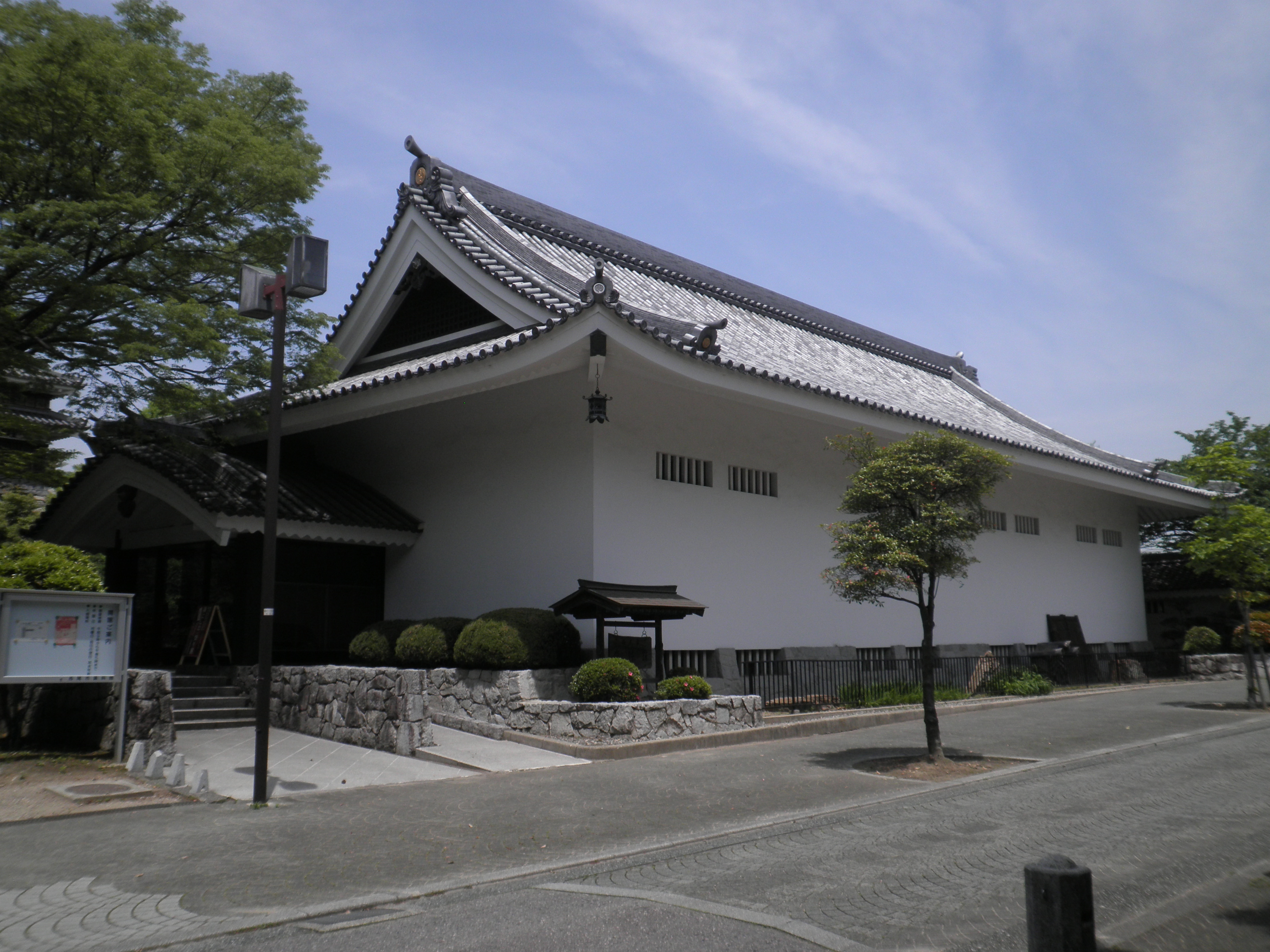
Le musée de Nishio.

Le château fut détruit en 1872 à la suite de la restauration de Meiji. L'établissement actuel comprend une grande yagura et une porte reconstruites en 1996 pour soutenir le tourisme local, ainsi qu'un musée d'histoire locale.